# Clivia
Genre
Clivia est un genre de plantes à fleur de la famille des Amaryllidaceae originaire d'Afrique australe.
Les espèces de Clivia ne se trouvent qu'en Afrique du Sud et Eswatini. Ce sont généralement des plantes de sous-bois forestiers, adaptées à une faible luminosité (à l'exception de Clivia mirabilis).
La beauté de leur feuillage ainsi que l'abondance de leurs fleurs justifient leur usage abondant comme plante ornementale.

## Histoire
Des spécimens ont été rassemblés en Afrique du Sud par les explorateurs britanniques William Burchell et John Bowie en 1815 et 1820, respectivement. Clivia nobilis a été la première espèce nommée lorsqu'en 1828 le botaniste John Lindley lui donna un nom en l'honneur de Lady Charlotte Florentia Clive, duchesse de Northumberland (1787–1866) (femme de Hugh Percy (3e duc de Northumberland), qui fut un temps gouvernante de la future reine Victoria,,.

## Description
Ce sont des herbacées sempervirentes avec des feuilles vertes en forme de lanière.
Une caractéristique distinctive de Clivia – partagée avec le genre étroitement apparenté Cryptostephanus – est que, contrairement à la plupart des espèces de la sous-famille, elle ne forme pas de bulbes. Les longues feuilles en forme de lanière sont persistantes et proviennent de racines ou de rhizomes ramifiés épais.  
Les fleurs qui s'épanouissent au bout d'une hampe florale de 30 à 40 cm de long sont en forme de cloches. Elles peuvent être de toutes les couleurs, hormis le bleu, noir et brun.
Comme les autres membres de la tribu Haemantheae à laquelle il appartient, les fruits de Clivia sont des baies. À maturité, elles contiennent de grosses graines charnues qui mesurent souvent plus de 1 cm de diamètre.

## Espèces
Des six espèces connues, Clivia miniata est la plus fréquemment cultivée ; des variétés hybrides possédant des fleurs allant du rouge-orange profond au jaune pâle ont été créées par les cultivateurs.
Les plants de C. miniata, C. gardenii, C. robusta et C. caulescens fleurissent après trois à quatre ans, alors que les variétés jaunes peuvent prendre plus de temps. C. nobilis fleurit après 7 à 8 ans. Il a été rapporté que C. mirabilis prend également 6 ans à fleurir.
Selon BioLib (11 mars 2022) :
- Clivia caulescens R.A. Dyer
- Clivia gardenii Hook.
- Clivia miniata (Lindl.) Bosse
- Clivia mirabilis Rourke
- Clivia nobilis Lindl.
- Clivia robusta B.G. Murray & al.

Selon ITIS (11 mars 2022) :
- Clivia caulescens R.A. Dyer
- Clivia × cyrtanthiflora (Lindl. ex K. Koch & Fintelm.) T. Moore
- Clivia gardenii Hook.
- Clivia miniata (Lindl.) Bosse
- Clivia mirabilis Rourke
- Clivia × nimbicola Swanev., Truter & A.E. van Wyk
- Clivia nobilis Lindl.
- Clivia robusta B.G. Murray, Ran, de Lange, Hammett, Truter & Swanev.

Selon World Checklist of Selected Plant Families (WCSP) (11 mars 2022) :
- Clivia caulescens R.A.Dyer (1943)
- Clivia gardenii Hook. (1855)
- Clivia miniata (Lindl.) Verschaff. (1857-1858 publ. 1857)
- Clivia mirabilis Rourke (2000)
- Clivia × nimbicola Swanev., Truter & A.E.van Wyk (2006)
- Clivia nobilis Lindl. (1828)
- Clivia robusta B.G.Murray, Ran, de Lange, Hammett, Truter & Swanev. (2004)

Selon NCBI (11 mars 2022) :
- Clivia caulescens R.A.Dyer
- Clivia gardenii Hook.
- Clivia miniata (Lindl.) Bosse, 1859
- Clivia mirabilis Rourke
- Clivia nobilis Lindl.
- Clivia robusta B.G.Murray, 2004
- Clivia × cyrtanthiflora (Groenl.) Voss
- Clivia × nimbicola Swanev.,Truter & A.E. van Wyk, 2006

Selon Tropicos (11 mars 2022) (Attention liste brute contenant possiblement des synonymes) :
- Clivia caulescens R.A. Dyer
- Clivia cyrtantiflora Wittm.
- Clivia gardenii Hook.
- Clivia miniata Regel
- Clivia mirabilis Rourke
- Clivia nobilis Lindl.
- Clivia robusta B.G.Murray & al.
- Clivia sulphurea Laing
- Clivia × cyrtanthiflora (Lindl. ex K. Koch & Fintelm) T. Moore
- Clivia × nimbicola Swanev., Truter & A.E. van Wyk

## Saison de floraison
La floraison a lieu de février à juillet (hémisphère nord) ou de juillet à septembre (hémisphère sud, dont Afrique australe), et avec un traitement approprié par le froid, également à Noël.

## Culture et multiplication
On multiplie les Clivia par les caïeux qui se développent sur les côtés des bulbes et qu'on détache à l'automne. On les propage aussi par le semis, dans du sable ou de la terre de bruyère, en appuyant seulement les graines à la surface du sol, sans les enterrer, et en les tenant à l'ombre. En Provence seulement, ces belles plantes peuvent être laissées tout l'hiver en pleine terre ; sous le climat de Paris, elles réussissent surtout bien en pots ou, en pleine terre, en serre froide.